# José Haro de San Clemente
Fray José Haro de San Clemente (nacido en Sanlúcar de Barrameda, 8 de julio de 1658) fue un clérigo carmelita calzado y escritor español. Sus padres fueron el capitán Francisco Haro Patiño y Sebastiana Gómez. En 1673, a los quince años, tomó el hábito de la orden de Ntra. Sra. del Monte Carmelo, dentro de la antigua observancia de los llamados carmelitas calzados. Llegó a ser Doctor en Teología, así como Maestro del Número de la Provincia carmelitana de Andalucía, prior del convento del Desierto, en Calanda, Protonotario y Gobernador apostólico, con estancia en Roma, y autor de obras de temática religiosa, moralizante e historiográfica. Su obra más conocida, publicada en 1729, fue el Chichisveo impugnado, sobre la costumbre del cortejo galante y la coquetería femenina; obra que en 1737 le plagió Juan José de Salazar y Ontiveros, bajo el seudónimo de Abad de Cenicero, en su Impugnación católica y fundada a la escandalosa moda del chichisbeo.
Otras de sus obras fueron: 
- Oración fúnebre en las exequias de Carlos II (1701);
- Rogativa a Ntra. Sra. de la Iniesta (1704);
- Novena a la esclarecida virgen Santa Gertrudis la Magna, prohibida por la Inquisición en 1708 por su cercanía al Quietismo;
- La verdad declarada por Fray Juan de Ortega y Fray José de Haro (1712);
- Chichisveo impugnado (1729);
- Oración panegírica en la dedicación del templo de Nra. Sra. del Buen Suceso de Sevilla (1730);
- Memorial dirigido al rey Felipe V para combatir otro presentado anteriormente en contra de la bula Apostolici Ministeri, que decretaba la reducción del número de religiosos en los conventos (1735);
- Antigüedades de Sanlúcar de Barrameda (fecha desconocida).